# 高橋浩一 (AV監督)
高橋浩一（たかはし こういち、1959年4月21日 - ）は、日本のAV監督。京都府出身。

## 略歴
1978年に上京後、舞台俳優として、シェークスピア作品など、様々な舞台に立つ。
1985年にAVデビュー。その半年後に監督をはじめる。

## 作品
人妻、旅情、温泉をテーマにした作品が多い。また、作品中の女優との会話、話術のファンも多い。作品中では、ハメ撮りを用い、行為中でもカメラを置くことなく、片手で女性の衣服を逃がせ、愛撫を行いながら女性の顔などを確実に撮影するカメラワークを得意としている。
代表作は、人妻不倫旅行シリーズ。2001年から2021年までに195作をだした。

## 代表作
- 「人妻不倫旅行」シリーズ （2002年8月1日 - 2021年7月2日 ・ゴーゴーズ）
- 「人妻恥悦旅行」シリーズ （2003年6月1日 - 2015年・グローリークエスト）
- 「人妻GO→CON」シリーズ （2005年8月15日 - 2006年・アレックス）
- 「人妻恋人」シリーズ（2006年7月14日 - 2008年11月21日・ゴーゴーズ）
- 「急募 愛妻弁当求ム」シリーズ （2007年1月5日 - 2007年3月8日・アイエナジー）
- 「人妻沿線 ぶらり旅」シリーズ（2007年5月24日 - 2008年 ・ビジュアルインフォメーションプロダクツ）
- 「淫熟人妻実話」シリーズ （2007年6月22日 - 2008年 ・サンクチュアリ）
- 「人妻旅情歌」シリーズ（2007年10月4日 - 2007年 ・WOMAN）
- 「高橋浩一の人妻愛のエプロン」シリーズ（2008年5月24日 - 2008年7月 ・ビジュアルインフォメーションプロダクツ）
- 「東京仮面夫婦 ～私の妻を調教してください～」シリーズ（2008年6月5日 - 2008年8月21日。グローリークエスト）
- 「子持ち不倫妻」シリーズ（2008年8月1日 - 2009年1月2日。制作・販売:株式会社泰成）
- 「高橋浩一のヒトヅマブログ」シリーズ（2008年8月21日 - 2008年11月・グローリークエスト）
- 「人妻失格」シリーズ（2008年12月19日　- 2015円4月24日。ゴーゴーズ）
- 「禁断介護」シリーズ（2009年4月17日　- 2019年4月。グローリークエスト） - 別の監督によって2025年も続いている。